# Monophyllus redmani
Monophyllus redmani är en fladdermusart som beskrevs av Leach 1821. Monophyllus redmani ingår i släktet Monophyllus och familjen bladnäsor. Inga underarter finns listade i Catalogue of Life. Wilson & Reeder (2005) skiljer mellan tre underarter. Typexemplaret hittades på Jamaica.
Denna fladdermus blir med svans 58 till 80 mm lång, svanslängden är 7 till 11 mm och underarmarna är 36 till 43 mm långa. Bakfötterna är 9 till 14 mm långa och öronen är 9 till 14 mm stora. Pälsen är vanligen brun till ljusbrun och ibland gråbrun. Liksom hos den andra arten i samma släkte finns en klaff (diastema) mellan överkäkens premolarer. Luckan är däremot större än hos Monophyllus plethodon. Tandformeln är I 2/2 C 1/1 P 2/3 M 3/3, alltså 34 tänder. Svansens spets ligger utanför svansflyghuden. Några individer tappar sina nedre framtänder under livet.
Arten förekommer på Kuba, Hispaniola, Jamaica, Puerto Rico och på flera mindre öar i regionen. Den lever där i alla habitat.
Individerna vilar i grottor och bildar där stora kolonier med flera tusen medlemmar. De är aktiv på natten och äter främst nektar. I mindre mått ingår pollen, insekter och frukter i födan. Honor kan troligen para sig hela året. Ibland finns grupper av Mormoops blainvillei, Pteronotus parnellii, Pteronotus macleayii eller Phyllonycteris poeyi i samma grotta, men blandade flockar finns inte. Monophyllus redmani lämnar gömstället vid mörker. per kull föds en unge.
Denna fladdermus påverkas av störningar vid viloplatsen. I regionen förekommer tropiska cykloner som kan döda flera individer. Hela populationen anses vara stabil. IUCN kategoriserar arten globalt som livskraftig.